# Hippolyte Girardot
Hippolyte Girardot (Boulogne-Billancourt, Altos del Sena, 10 de octubre de 1955) es un actor, guionista y director francés.

## Biografía
Tras licenciarse en la Escuela Nacional Superior de las Artes Decorativas, estudió arte dramático con Robert Cordier y Andréas Voutsinas.
Debutó como actor en 1973, cuando Yannick Bellon le ofreció el segundo papel masculino en La Femme de Jean. Pero realmente comenzó su carrera a principios de los años 80, con las películas L'Amour nu de Yannick Bellon (1980), Le Bon Plaisir de Francis Girod (1984), en la que interpreta al chantajista, y Prénom Carmen de Jean-Luc Godard. En 1989, Éric Rochant le dio el papel principal en Un monde sans pitié. En 2019, es Léon Blum en Je ne rêve que de vous, de Laurent Heynemann.
También participa en el programa France Inter de Charline Vanhoenacker, llamado sucesivamente Si tu écoutes, j'annule tout, y luego Par Jupiter! donde tiene columnas culturales.
Tiene una hija, Ana Girardot, nacida de su unión con Isabel Otero, actriz de La Crim' en France 2 y Diane, femme flic en TF1 y otros tres hijos, Lillah, Isaac y Sven nacidos de su unión con la productora Kristina Larsen.
- Datos: Q1620037
- Multimedia: Hippolyte Girardot / Q1620037